# Martha and the Muffins
 (juillet 2018).
Si vous disposez d'ouvrages ou d'articles de référence ou si vous connaissez des sites web de qualité traitant du thème abordé ici, merci de compléter l'article en donnant les références utiles à sa vérifiabilité et en les liant à la section « Notes et références ».
Martha and the Muffins est un groupe de new wave canadien, originaire de Toronto, en Ontario. Il est formé en 1977 et encore actif en 2023. Leur titre le plus connu est Echo Beach ; c'est d'ailleurs le seul à avoir eu un succès international notable.

## Biographie

### Création et débuts (1977–1980)
La formation originale du groupe se compose de Martha Johnson aux claviers et au chant, Carl Finkle à la basse, Tim Gane à la batterie ainsi que David Millar et Mark Gane aux guitares. Nous sommes alors en 1977 à Toronto et s'ils ont choisi le nom Martha and the Muffins, c'était d'abord et avant tout pour s'éloigner des noms de groupes punks qui émergeaient à l'époque. Et puis en attendant de trouver mieux comme nom, finalement le groupe garda le même nom durant leur carrière, jusqu'en 1983 ou le nom serait raccourci en M+M. 
Le saxophoniste Andy Haas se joint à la formation d'abord comme musicien invité avant de devenir membre officiel en 1978, puis David Millar quitte son poste de guitariste préférant plutôt la fonction d'ingénieur du son pour les concerts du groupe. Il sera remplacé par la deuxième Martha de la formation, Martha Ladly, et en plus de la guitare, elle serait aussi claviériste et vocaliste, même si Martha Johnson serait toujours la chanteuse officielle. 
Toujours en 1978, le groupe enregistre leur premier single Insect love sur un label indépendant Dindisc, une filiale de Virgin Records. Et l'année suivante, le groupe se rend en Angleterre pour enregistrer leur premier album, Metro Music, produit par Mike Howlett, ex-bassiste pour le groupe Gong aux studios Manor Studios d'Oxfordshire. C'est sur cet album que se trouve le premier succès international de Martha and the Muffins, Echo Beach. Et quoiqu'aucun autre titre de ce premier effort n'apporta un autre succès, la radio canadienne diffusa une autre chanson de l'album, Paint by number heart et elle eut aussi un certain succès sur les charts américains de danse music. 
En 1980, un deuxième album Trance and Dance qui ne contient aucun hit et après la parution de disque, Martha Ladly quitte pour se consacrer à ses études et sera remplacée brièvement par Jean Wilson qui toutefois n'enregistrera pas de disque avec le groupe. En 1981, le bassiste Carl Finkle quitte lui aussi et ce sera Jocelyne Lanois, la sœur de Daniel Lanois, qui le remplacera. Ce dernier sera le producteur de leur prochain album, This is the ice age co-produit par Daniel et le groupe lui-même, enregistré à Toronto et Hamilton en Ontario. Plus expérimental que leurs précédents efforts, le disque renferme les succès Women Around the World at Work et Swimming.
Peu après la sortie de l'album, Tim Gane en a assez des tournées et décide de se retirer, il sera remplacé par Nick Kent. Malgré de bonnes critiques, Virgin Records décide de laisser le groupe qui se retrouve sans contrat.

### M+M (1981–1984)
Après la tournée This is the Ice Age, Andy Haas quitte pour des raisons de différences musicales, le groupe maintenant réduit à un quartet, Martha Johnson, Mark Gane, Jocelyne Lanois et Nick Kent, signe un contrat de disque avec un label indépendant Current Records, distribué par RCA Records. 
Leur album suivant, Danseparc, aussi produit par Daniel Lanois aidé en cela par Martha Johnson et Mark Gane parait et Gane, enclin à modifier le nom du groupe propose alors de raccourcir le nom en M+M, toutefois les deux noms seront illustrés sur la pochette, afin de préparer les fans de la formation à ce changement. 
La pièce-titre de l'album est un succès et lors de la tournée, le groupe est augmenté du guitariste auxiliaire Michael Brook, et à la fin de la tournée, Martha et Mark désormais un couple annoncent qu'ils désirent toujours enregistrer mais souhaitent aussi explorer de nouvelles avenues musicales, avec de nouveaux collaborateurs et de musiciens différents. Donc le M+M deviendrait alors Martha and Mark, avec des musiciens de studios et des invités célèbres. 
Le premier album de cette nouvelle mouture Mystery Walk sort en 1984 et est encore co-produit par Daniel Lanois, Martha Johnson et Mark Gane, avec des musiciens invités dont les frères Brecker aux vents, Yogi Horton à la batterie et le bassiste Tinker Barfield. Cet album leur apporterait leur plus gros hit avec la chanson Black Station/White Station qui est en quelque sorte un hymne anti-raciste puisqu'elle traite d'une romance inter-raciale. Une autre chanson de ce même album serait aussi un succès mineur, Cooling the Medium au Canada. 
Alors que le duo enregistre leur prochain album The World is a Ball à Montréal, avant de se rendre en Angleterre à Bath pour poursuivre le travail, et après la parution de ce disque et malgré un succès mineur avec leur chanson Song in My Head, l'album ne rencontre pas le succès escompté et le couple Martha et Mark décide alors de rester un certain temps en Angleterre.

### Retour (1992–1994)
En 1992 pour l'album Modern Lullaby, le duo décide de revenir au nom original Martha & The Muffins, même si le seul membre du groupe initial présent sur cet album est Tim Gane aux percussions. La même année, le groupe interprète une chanson de Joni Mitchell Shades of Scarlett Conquering, pour l'album-hommage à l'artiste Back to the garden. 
Fait significatif, l'année 1992 voit la naissance de la fille du couple, la petite Eve voit le jour et après les pauvres vente de leur dernier album Modern Lullaby et leur nouvelle situation de parents, le couple Martha et Mark décide de mettre le groupe en veilleuse pendant quelque temps. 

### Autres projets et réunions (1995–2007)
En 1995, Martha Johnson publie un album de musique pour enfants, Songs from the tree house qui, même s'il est crédité Martha Johnson uniquement, est tout de même un projet qui garde la signature Martha and the Muffins. Écrit, arrangé et produit par Mark Gane et Martha Johnson, l'album remporte un prix Juno en 1996 pour le meilleur disque de musique pour enfants. 
En 1998, le couple enregistre un single en guise de bonus pour l'album compilation Then again ; A Retrospective, la pièce intitulée Resurrection. L'année suivante, ils récidivent avec une autre pièce inédite, Do you ever wonder ?, pour une compilation The World According to PopGuru. En 1999, le groupe Martha and the Muffins remonte sur scène pour une version live de leur succès Echo Beach pour l'émission de télé Open Mike With Mike Bullard sur CTV, avec le couple Martha et Mark ainsi que Jocelyne Lanois et un autre des frères Gane, Nick. 
Et quatre ans plus tard, en 2003, le duo avec des musiciens de studio, se produit pour la première fois depuis 4 années afin de célébrer la réunion de la station CFNY The Edge de Toronto. Et en 2005, ils participent à plusieurs concerts dont un avec le groupe Parachute Club eux aussi reformés pour l'occasion, le 14 mai 2005 à Toronto. 

### Delicate(depuis 2008)
En juin 2008, Martha and the Muffins annoncent la sortie d'un album contenant du matériel inédit intitulé Delicate, mixé par David Bottril, connu surtout pour avoir travaillé avec le duo David Sylvian/Robert Fripp pour les 2 albums The First Day en 1993 et Darshan - The Road to Graceland en 1995, qui a aussi produit Thrak de King Crimson en 1995. L'album de Martha & The Muffins sort le 2 février sur leur label Muffins Music et est leur premier disque de matériel original en 18 ans. 
En 2013, Martha Johnson annonce la sortie d'un album solo, son premier en carrière, afin d'amasser de l'argent pour une entreprise de confitures et de marmelades maisons. Mark Gane a participé tout au long du projet en écrivant sept chansons avec Martha, il a joué sur neuf des chansons de l'album et a tout produit. Ron Sexsmith au chant et Ray Dillard aux percussions ont aussi contribué à cet album. Une partie des ventes de ce disque iront à la fondation Michael J. Fox pour la recherche sur la maladie de Parkinson, une maladie que la chanteuse connait bien puisqu'elle en souffre elle aussi.

### Années 2020
Après une longue pause de la scène et des studios d'enregistreent, Martha and the Muffins publie une vidéo et une chanson téléchargeable en mai 2020, Stay Home and Dance. Il s'agit d'une chanson remaniée de Come Out and Dance, publié en 1984 par M+M. Les deux ont été publiés à la suite de l'ordre de rester à la maison après le début de la pandémie de Covid-19 au Canada.
En 2021, le groupe publie la compilation Marthology: In and Outtakes, qui comprend des raretés et des démos de chansons antérieures. Le groupe a aussi annoncé travailler sur un nouvel album, annoncé pour 2022.